# ウィレム・ケス
ウィレム・ケス（Willem Kes、1856年2月16日 - 1934年2月22日）は、オランダの指揮者・ヴァイオリニスト。

## 略歴
1856年、オランダ・ドルトレヒトで生まれた。ベルリンで高名なヴァイオリニスト、ヨーゼフ・ヨアヒムの指導を仰いだ。
アムステルダム・コンセルトヘボウ管弦楽団の初代音楽監督、のちジョージ・ヘンシェルの後任としてスコティッシュ管弦楽団の首席指揮者を務めた。
後年は、永らくコブレンツにあるコンセルヴァトワールの院長を務めた。1934年、ミュンヘンで死去。